# Буґай (Кольський повіт)
Буґай (пол. Bugaj) — село в Польщі, у гміні Баб'як Кольського повіту Великопольського воєводства.
Населення — 48 осіб (2011).
У 1975-1998 роках село належало до Конінського воєводства.

## Демографія
Демографічна структура станом на 31 березня 2011 року:
|          | Загалом | Допрацездатний вік | Працездатний вік | Постпрацездатний вік |
| -------- | ------- | ------------------ | ---------------- | -------------------- |
| Чоловіки | 26      | 4                  | 15               | 7                    |
| Жінки    | 22      | 4                  | 12               | 6                    |
| Разом    | 48      | 8                  | 27               | 13                   |